# Вариационный принцип Пфаффа
Вариационный принцип Пфаффа — принцип, согласно которому вариация интеграла линейной функции от производных по времени должна быть равна нулю. Имеет важное значение в теории динамических систем.
Рассмотрим {\displaystyle 2m} функций {\displaystyle X_{j}(x_{1},...,x_{2m})} от {\displaystyle 2m} переменных {\displaystyle x_{1},...,x_{2m}} и функцию {\displaystyle Z(x_{1},...,x_{2m})} от тех же переменных, {\displaystyle {\dot {x}}_{j}} означает производную по времени переменной {\displaystyle x_{j}}. Вариационный принцип Пфаффа требует, чтобы вариация интеграла от линейной функции от производных {\displaystyle {\dot {x}}_{j}} с коэффициентами {\displaystyle X_{j},Z} была равна нулю:
{\displaystyle \delta \int _{t_{0}}^{t_{1}}\left[\sum _{j=1}^{2m}X_{j}(x_{1},...,x_{2m}){\dot {x}}_{j}+Z(x_{1},...,x_{2m})\right]dt=0}
Для того, чтобы вариационный принцип Пфаффа выполнялся, необходимо и достаточно, чтобы функции {\displaystyle X_{j},Z} удовлетворяли системе обыкновенных дифференциальных уравнений порядка {\displaystyle 2m} (уравнения Пфаффа):
{\displaystyle \sum _{j=1}^{2m}\left({\frac {\partial X_{i}}{\partial x_{j}}}-{\frac {\partial X_{j}}{\partial x_{i}}}\right)-{\frac {\partial Z}{\partial x_{i}}}=0,(i=1,...,2m)}
Уравнения Гамильтона могут быть получены, исходя из частного случая вариационного принципа Пфаффа:
{\displaystyle \delta \int _{t_{0}}^{t_{1}}\left[\sum _{j=1}^{m}P_{j}{\dot {Q}}_{j}-H\right]dt=0}